# Fulgoraecia doddi
Fulgoraecia doddi is een vlinder uit de familie van de Epipyropidae. De wetenschappelijke naam van de soort is voor het eerst geldig gepubliceerd in 1906 door Rothschild.